# Duplo (LEGO)
Duplo è la versione per bambini piccoli del gioco di costruzioni LEGO (dal danese "Leg godt", Gioca bene), prodotto dall'omonima società danese.

## Caratteristiche
Gli elementi modulari, che compongono la base del gioco di costruzioni, sono otto volte più grandi degli equivalenti impiegati nella linea LEGO, ovvero hanno le tre dimensioni (larghezza, lunghezza e altezza) doppie rispetto a questi e risultano più semplici da maneggiare essendo stati pensati per i bambini più piccoli. Nonostante ciò sono comunque compatibili con quelli della LEGO, con i quali sono in grado di incastrarsi e combinarsi senza problemi.

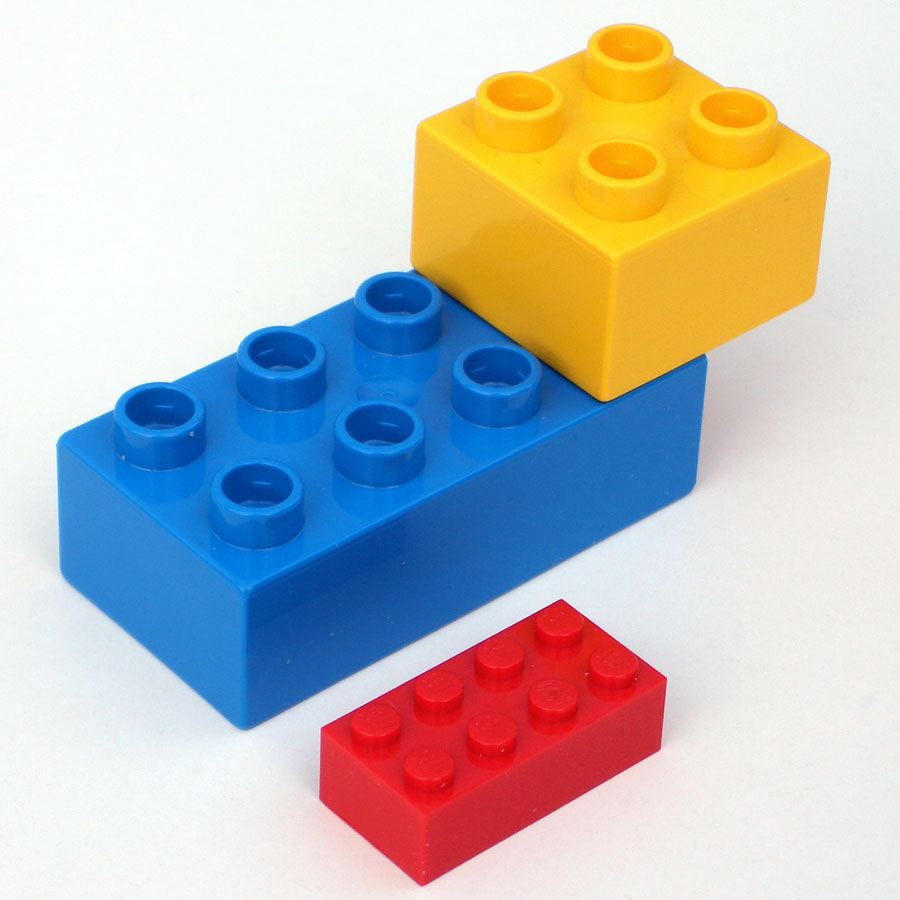
Mattoni Duplo (giallo e blu) e Lego (rosso)

## Storia
La prima serie di giocattoli venne introdotta nel 1969 ed era progettata per bambini di età compresa fra gli 1 ed i 2 anni. Nonostante ciò, la prima serie comprendeva anche mattoncini LEGO tradizionali, i quali erano invece pensati per bambini dai 3 anni in su. I mattoncini presenti in questa serie erano di quattro colori diversi: rosso, giallo, blu e bianco. L'anno successivo, vennero rese disponibili altre due serie di mattoncini Duplo, dotate di nuovi componenti a forma di ruota di colore blu e rosso. Nel catalogo dei prodotti per il 1971, vi era una situazione analoga a quella del 1969, ovvero la compresenza di mattoncini Duplo e Lego. L'anno successivo venne lanciato il mattone Duplo quadrato, composto da due file di due perni ciascuna. 
Dal 1975 la Duplo divenne una linea di prodotti autonoma e vennero prodotte serie composte da soli mattoncini Duplo. Il nuovo marchio comprendeva inizialmente cinque prodotti, ma successivamente vennero implementate nuove aggiunte, fra cui un piccolo vagone a quattro ruote con due file di sei borchie. Con questo nuovo modello di componenti, la Lego voleva permettere ai bambini più grandi di continuare a fare uso dei mattoncini Duplo utilizzandoli però assieme ai normali mattoncini Lego (i mattoni Duplo e Lego divennero infatti compatibili).
Nel 1977, la linea cambiò nome in LEGO Preschool. Furono introdotti nuovi elementi, come gli omini stilizzati, i quali avevano le dimensioni di un mattoncino 2x2 ed erano composti da una testa cilindrica ed un corpo affusolato e privo di arti. Ulteriori aggiunte compresero porte, un mezzo arco e vagoncini 2x6 utilizzabili come macchinine o trenini.
Il nome Duplo venne ripristinato nel 1979 e accompagnato da un nuovo logo. Alcune serie di mattoncini sono state vendute all'interno di una versione peluche del coniglio del logo che si poteva aprire e chiudere tramite cerniera.
Nel 1983 apparvero i Duplo People, omini snodati, ma non smontabili (limitazione dettata da motivi di sicurezza in quanto la serie era ed è tuttora, dedicata a bambini più piccoli) e comparvero inoltre nuovi prodotti più complessi. Sempre nello stesso anno, venne resa disponibile la serie numero 2700, comprendente il modello di una locomotiva a vapore e due vagoni.
Nel 1986 venne introdotta una casa delle bambole dotata di porte scorrevoli, la quale comprendeva figure Duplo di una madre, un padre e un bambino di giovane età.
Nel 1992 venne introdotto Duplo Toolo, che utilizzava viti interne per mantenere insieme le sue parti.
L'anno successivo venne invece introdotta una serie di rotaie grigie, dotata di un sistema che permetteva di controllare la partenza e la fermata del treno. Vennero in seguito proposti due modelli simili.
Nel 2005 Lego Duplo ha iniziato a vendere trenini a tema, come Il trenino Thomas. 
Il nome Duplo venne nuovamente abbandonato nel 2002 a favore del nome Explore. Nel catalogo di primavera del 2004, venne inserito un annuncio che comunicava il cambio di nome, ma nell'autunno dello stesso anno, il nome Duplo venne reintrodotto ed accompagnato ad un nuovo logo a forma di coniglio. Quest'ultimo era progettato in concordanza con il nuovo logo a forma di elefante pensato per la gamma di Lego Quattro.
Nel 2008 furono disponibili una casa delle bambole e un castello delle principesse.
In passato, la Duplo ha creato in passato alcuni set in collaborazione con Bob aggiustatutto e Il trenino Thomas. Oggi, invece, la Duplo mette a disposizione dei clienti linee a tema di fattorie, zoo, città, castelli e pirati, mentre altri set dispongono di automobili, furgoncini ed edifici che non possono essere smontati.

## Loghi

1969-1970
1970-1975
1975-1977
1977-1996
1996-2002
2004-2013
2013-2022
In uso dal 2022